# Kim Kaphwan
Kim Kaphwan (Hangul: 김갑환, Hanja: 金甲喚, Katakana: キム・カッファン), es un personaje de los títulos Fatal Fury y The King of Fighters de SNK. Kim es un maestro de Tae Kwon Do y considerado a sí mismo como un luchador de la justicia. Los compañeros originales de Kim, Chang Koehan y Choi Bounge, estaban por ser diseñados en equipo con otro peligroso criminal como tercer integrante para formar el "Fugitive Team" pero Kim fue añadido en el equipo en su lugar. Su sobrenombre oficial es The Crown Jewel of Taekwondo (La Joya de la Corona del Tae Kwon Do).
En los siguientes años, el primer nombre de Kim, «Kaphwan» fue descartado aparentemente por SNK-Playmore para referirse a él simplemente como «Kim». Adicionalmente, Kim en Coreano es conocido como «el líder de la Familia Kim» (金家藩). Los motivos de esto son desconocidos aunque rumores especulan que fue llamado a partir del presidente Coreano de Viccom, quien tenía una pronunciación similar a la del nombre de Kim (金甲煥). Adicionalmente, sus hijos son nombrados tras el real Kim, su hijo (Jae Hoon) y su hermano menor (Dong Hwan).
En la encuesta de Gamest's 1997 Heroes Collection, Kim fue votado como el personaje favorito N° 10 del Personal. En una encuesta hecha en el 2005 por SNK-Playmore USA, fue votado como el Décimo personaje favorito de los fanáticos con un total de 119 votos.

## Historia

### Fatal Fury
Kim es el actual campeón mundial de TaeKwonDo. Ha sido capaz de usar esta ventaja a su favor peleando contra los mejores luchadores del planeta. Viajó primero para pelear contra Krauser, quien buscaba retos decentes. En el camino, se encontró con el mismo «Lobo Hambriento», Terry Bogard. Pronto se hicieron buenos amigos, y desde entonces, Kim siempre accede a ayudar a Terry en lo que pueda, a pesar de que la rivalidad aún se mantiene. Kim también tiene 2 hijos, Kim Dong Hwan y Kim Jae Hoon, así como una Esposa (llamada Myeng Swuk en Fatal Fury: The Motion Picture).

### The King of Fighters
Kim es considerado en su natal Corea como el mejor deportista y Héroe Nacional. Este estatus fue el que le dio respaldo al momento de pedirle a las autoridades las custodias de Chang Koehan y Choi Bounge para rehabilitarlos de sus carreras criminales. Aunque ambos hombres tienen resentimiento hacia Kim por sus acciones, han llegado a tenerle respeto. En la mayoría de sus apariciones en The King of Fighters, él ha sido el capitán del equipo «Team Korea».
En The King of Fighters XI, Kim aparece como miembro del equipo Fatal Fury en el lugar de Tizoc. Queriendo ver a Kim disfrutar, Chang y Choi lo convencen de unirse con Terry Bogard y Duck King. Aunque es feliz de que sus discípulos hayan madurado, es forzado a ser el mediador entre los equipos, ambos peleando por situaciones triviales. En el ending del equipo, el equipo celebra en el Pao Pao Cafe y Kim se pone ebrio, aconsejándole a Terry que se busque una mujer y se case.
Al darse cuenta de que sus primeros «sujetos de rehabilitación» se han encarrilado, Kim recuerda a otros 2 villanos que lo molestaban en el pasado, Hwa Jai y Raiden, y los llama para verse en Southtown. Kim cree que aún trabajan para Geese Howard y demanda que se arrepientan. A pesar de que ellos afirman que ya lo han hecho desde hace mucho tiempo, Kim cree que su talento se ha desperdiciado bajo las órdenes de Geese y está dispuesto a cambiar sus «modos criminales». Su nuevo equipo sorprende a los medios y se vuelve un objeto popular de chismes rápidamente. En el ending de su equipo, Hwa Jai y Raiden actúan como si en realidad se hubieran reformado por Kim, y este se traga por completo el acto. Dividiéndose al final, Kim se da cuenta de que puede que haya sido «muy suave» con Chang y Choi. Para honrar las palabras de sus ex-compañeros y las peleas por las que atravesaron, decide intensificar el entrenamiento de sus dos compañeros.

## Personalidad
Kim siempre busca la excelencia y la rectitud en todo lo que hace, sea en su vida profesional o personal. Es un amado esposo y padre, y un disciplinario estricto. Él es profundamente respetado por sus aprendices por su honestidad y valentía, y tiene varios amigos tanto en las series de King of Fighters y Fatal Fury. Sin embargo, aparentemente no puede controlar la botella bastante bien, tal como se ve en el ending de su equipo en The King of Fighters XI.
Una de las características que define a Kim por cualquier cosa es su fuerte e inherente sentido de la justicia. Tiene la habilidad de percibir si un individuo es bueno o malvado. Como tal, Kim tiene una pose especial cuando pelée contra un personaje malvado, alguien influenciado por Orochi u otro tipo de poder siniestro. En esta pose, observa amenazadoramente al sujeto malvado, lentamente sube su mano apuntando hacia el personaje diciendo «Aku wa yurusan...» («El Mal es Imperdonable...») «Hah!» antes de saltar en su pose de batalla. Mirando la intro de Kim contra un personaje es buena forma de predecir si el personaje en cuestión representa alguna clase de mal en el canon de la historia. Es capaz de identificar a todos los miembros pertenecientes a los grupos como Hakkesshu, NESTS y Those From the Past, así como a Geese Howard y sus afiliados, y personajes no-asociados a algún grupo como Rugal Bernstein, Iori Yagami, Ash Crimson, Silber, y Jyazu. Kim erróneamente identifica a Kula Diamond y a Adelheid Bernstein como malvados y no se da cuenta de que Raiden y Hwa wai mienten al decir de que ellos usaran sus habilidades para la justicia, por lo que no tiene perfeccionada esta habilidad.

## Poderes
- Percibir Maldad - Kim puede percibir energía o intenciones malvadas en otros.
- Ataque Fénix - En Real Bout, Kim es capaz de invocar un Fénix al momento de realizar el Ho'Oh Kyan
- Gancho Bajo- Kim hace una serio de patadas al estilo taekwondo
- Gancho Alto - una versión del gancho bajo pero más poderosa , kim salta le da más patadas que la otra versión
- Super Patada - Kim le da una patada al openente muy fuerte

## Habilidades
- Acrobáticas - Kim es bastante bueno con las acrobacias, y las utiliza para mejorar su Tae-Kwon-Do.
- Patadas avanzadas - Gracias a su entrenamiento en Tae-Kwon-Do Kim es capaz de conectar múltiples patadas.

## Estilo de pelea
Kim utiliza un muy tradicional estilo de taekwondo.

## Música
- Seoul ni Ikou! - Fatal Fury 2, Fatal Fury Special, y The King of Fighters 2002
- Yuu - The King of Fighters 94
- Prisoner - The King of Fighters 95
- Seoul Town - Real Bout Fatal Fury, The King of Fighters 98
- Seoul Road - The King of Fighters 96
- Seoul'ssu - Real Bout Fatal Fury Special y Real Bout Fatal Fury 2
- Attack Me! - Fatal Fury Wild Ambition
- The Way to Rebirth - The King of Fighters 99
- Wild Party - The King of Fighters 2000
- Nerichagi - The King of Fighters 2001
- Seoul Love - The King of Fighters 2003
- Street Dancer - The King of Fighters XI
- Tame a Bad Boy - The King of Fighters XIII
- Seoul Town ~Ver. Justice~ - The King of Fighters 2002 Unlimited Match
- Kim Kaphwan - Fatal Fury: The Motion Picture

## Actores de voz
- Satoshi Hashimoto - Fatal Fury, The King of Fighters '94~XI
- Kazuhiko Nagata - The King of Fighters XII (japonés)
- Hiroshi Isobe - Fatal Fury Dengeki drama CD
- Daiki Nakamura - filmes animados
- David Kaye - filmes animados (inglés)

## Apariciones
- Fatal Fury 2
- Fatal Fury Special
- The King of Fighters '94
- Quiz The King of Fighters
- The King of Fighters '95
- Real Bout Fatal Fury
- The King of Fighters '96
- Real Bout Fatal Fury Special
- The King of Fighters '97
- KOF: Kyo
- KOF R-1
- KOF R-2
- Real Bout Fatal Fury 2
- The King of Fighters '98
- Fatal Fury: First Contact
- Fatal Fury Wild Ambition
- The King of Fighters '99
- KOF 99 EVO
- Capcom vs SNK
- The King of Fighters 2000
- The King of Fighters 2001
- Capcom vs SNK 2
- The King of Fighters EX
- The King of Fighters 2002
- The King of Fighters EX2
- SVC Chaos: SNK vs Capcom
- The King of Fighters 2003
- The King of Fighters Neowave - oculto
- KOF 98 UM
- KOF 2002 Unlimited Match
- The King of Fighters XI
- Neo Geo Battle Coliseum
- The King of Fighters: Maximum Impact 2
- KOF Maximum Impact Regulation A
- The King of Fighters XII
- The King of Fighters XIII
- The King Of Fighters Memorial
- The King Of Fighters Memorial Lv2
- The King of Fighters XIV
- The King of Fighters XV - DLC

### Cameos
- Garou: Mark of the Wolves - durante la pose de victoria de Kim Dong Hwan tras hacer un Super Finish
- Samurai Shodown II - aleatoriamente en escenario
- Shinsetsu Samurai Spirits: Bushidou Retsuden (Neo-Geo CD)
- Garou Densetsu The Legend of Wild Wolf
- Garou Densetsu Special
- The King of Fighters (pachinko)
- The King of Fighters 2
- Days of Memories - cameo de texto
- Street Chavo - cameo

## Animes
- Fatal Fury 2: The New Battle
- Fatal Fury: The Motion Picture.